# Daniel Offenbacher
Daniel Offenbacher (* 18. Februar 1992 in Judenburg) ist ein österreichischer Fußballspieler auf der Position eines Mittelfeldspielers.

## Karriere

### Verein
Offenbacher begann seine Karriere als Fußballspieler im Alter von sechs Jahren, im März 1998 im Nachwuchsbereich seines Heimatvereines SV Scheifling. Beim Fußballverein der kleinen steirischen Gemeinde Scheifling (Bezirk Murau), in welcher er auch aufwuchs, durchlief er mehrere Jugendspielklassen, ehe er im Jänner 2006 in die Jugendabteilung und gleichzeitig an die Akademie des FC Red Bull Salzburg wechselte. Dort kam er in der U-17 und U-19 zum Einsatz, letztere Mannschaft hat ihren Spielbetrieb in der von Toto gesponserten U-19-Jugendliga. Für die Mannschaft absolvierte er bis zum Sommer 2010 25 Meisterschaftsspiele und erzielte dabei drei Treffer.
Weiters nahm Offenbacher von 19. bis 21. Juni 2009 mit einer Auswahl von Red-Bull-Salzburg-Nachwuchsspielern an einem internationalen Fußballturnier in der Red Bull Arena teil. Beim Turnier waren Jugendauswahlen verschiedener europäischer Topklubs, wie Real Madrid, Grasshoppers Zürich und Dinamo Zagreb, aber auch kleinere bzw. heimische Mannschaften (FC Sachsen Leipzig, FK Austria Wien und Grazer AK) vertreten. Während des Turniers war Offenbacher in mehreren Spielen im Einsatz. Sein bestes Spiel war das kleine Finale um Platz 3 gegen den Nachwuchs des GAK, wo er in der 20. Minute die Vorlage für Alexander Aschauers zweites Tor gab und danach in der 56. Spielminute selbst zum 3:0-Endstand einnetzte.

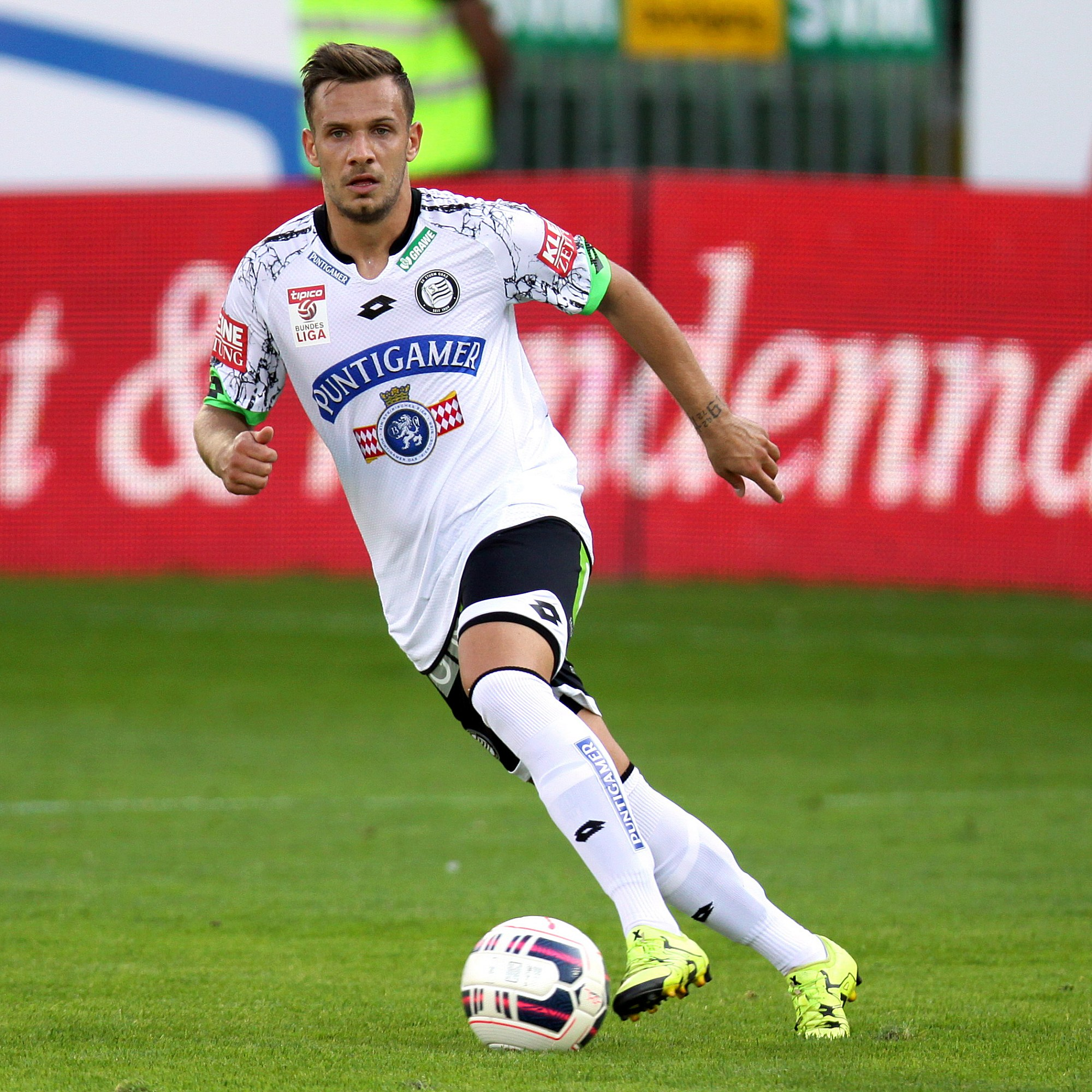
Daniel Offenbacher im Trikot des SK Sturm Graz

Noch während seiner Zeit an der Akademie kam Offenbacher zu seinem ersten Profieinsatz. Am 16. Oktober 2009 debütierte er, als er beim 2:2-Heimremis gegen den FC Wacker Innsbruck in der 63. Spielminute für Pascal Stöger ins Spiel kam. In dieser Saison folgten noch zwölf weitere Einsätze für die Juniors in der Ersten Liga. Für die Saison 2010/11, nachdem die zweite Mannschaft von Salzburg in die Regionalliga West absteigen musste, steht er fix im Kader der Mannschaft und trägt das Trikot mit der Nummer 11. Am 16. Oktober 2010 bestritt er sein erstes Spiel in der Kampfmannschaft gegen die Kapfenberger SV. Er wurde in Minute 68 für den Kapitän Ibrahim Sekagya eingewechselt. Insgesamt kam er in der Saison 2010/11 vier Mal zu Einsätzen in der Kampfmannschaft. Im Winter 2012 wurde er für ein halbes Jahr an den Erste Liga Klub FC Blau-Weiß Linz verliehen, um dort Spielpraxis zu erhalten. Insgesamt kam er auf drei Einsätze in der zweithöchsten österreichischen Spielklasse. In der Saison 2012/13 spielte Offenbacher leihweise beim SC Wiener Neustadt in der Bundesliga. Im Mai 2013 wurde bekannt, dass Offenbacher in die Steiermark zum SK Sturm Graz wechsle.
Im Sommer 2016 wechselte er zum Ligakonkurrenten Wolfsberger AC, bei dem er einen bis 2018 gültigen Vertrag unterschrieb. Nach der Saison 2017/18 verließ er den WAC.
Im August 2018 wechselte er nach Litauen zu Sūduva Marijampolė. Nachdem er mit Sūduva litauischer Meister geworden war, wechselte er im Jänner 2019 nach Rumänien zum FC Hermannstadt. Nach 20 Einsätzen für Hermannstadt in der Liga 1 kehrte er im Februar 2020 zu Sūduva Marijampolė zurück. Nach weiteren zehn Einsätzen für Sūduva löste er seinen Vertrag im August 2020 auf. Daraufhin kehrte er zur Saison 2020/21 nach Österreich zurück und wechselte zur SV Ried. Für Ried kam er insgesamt zu 48 Bundesligaeinsätzen. Nach der Saison 2021/22 verließ er Ried nach zwei Jahren.
Im Anschluss wechselte er im August 2022 nach Slowenien zum NK Domžale. In zweieinhalb Jahren kam er zu 56 Einsätzen in der 1. SNL. Im Jänner 2025 löste er seinen Vertrag bei den Slowenen auf. Im Anschluss daran kehrte Offenbacher nach Österreich zurück und wechselte zum viertklassigen USC Eugendorf.

### Nationalmannschaft
Seine ersten internationalen Erfahrungen konnte Offenbacher mit der U-16- und der U-17-Auswahl seines Heimatlandes sammeln, wobei er für letztere an der Qualifikation zur U-17-EM 2009 teilnahm. Zuvor wurde er von Trainer Hermann Stadler in den 18-Mann-Kader für die sogenannte Eliterunde (2. Qualifikationsrunde) berufen. Bei den drei Partien der Eliterunde spielte er bei der 1:2-Niederlage gegen die italienische U-17-Auswahl die volle Spielzeit durch und wurde bei seinem zweiten Einsatz im Spiel gegen Georgien (3:0-Sieg) ab der 76. Minute durch seinen Red-Bull-Teamkollegen Lukas Gunzinam ersetzt. Am Ende scheiterte die Mannschaft knapp an der Teilnahme zur Europameisterschaft, obwohl auch das letzte Spiel – ohne Beteiligung Offenbachers – mit 2:0 gegen Schottland gewonnen wurde. Von 2009 bis 2010 stand der junge Mittelfeldakteur im U-18-Kader seines Heimatlandes und absolvierte für das Team fünf Pflichtspiele. Dabei wurde er am 16. September 2009 bei der 1:2-Auswärtsniederlage im Freundschaftsspiel gegen die Schweizer U-18-Auswahl eingesetzt. Im Spiel wurde er ab der 78. Minute durch Robert Zulj ersetzt. Im Jahre 2010 folgten weitere drei Länderspieleinsätze für die U-19-Nationalmannschaft Österreichs, für die er insgesamt zu zwei Toren kam. Außerdem wurde er bereits in den österreichischen Juniorenkader berufen, wo er allerdings noch nicht zu seinem Debüt kam und bisweilen nur im erweiterten Kader stand.

## Erfolge
- Österreichischer Meister 2011/12 (Red Bull Salzburg)
- 3. Platz bei der „The Next Generation Trophy“ (Int. Fußballturnier)
- Meister der Regionalliga West 2011